# Anne Begenat-Neuschäfer
Anne Begenat-Neuschäfer (* 19. Juli 1953 in Idar-Oberstein; † 3. März 2017) war eine deutsche Romanistin.

## Biographie
Begenat-Neuschäfer promovierte 1983 in Marburg über das „Théâtre du Soleil“ und habilitierte 1995 ebenda. Anschließend wurde sie 1995 Professorin in Osnabrück. 1998 wurde sie an der Universität Paris nochmals promoviert.
Am Institut für Romanische Philologie der RWTH Aachen war sie seit 1998 als Universitätsprofessorin für romanische Literaturwissenschaft tätig. Zu ihren Lehr- und Forschungsschwerpunkten zählen insbesondere die frankophone Literatur Belgiens (Henry Bauchau, René Kalisky, Pierre Mertens, Thomas Owen, Paul Willems), das kontemporäre französische Theater (Théâtre du Soleil), die französische Renaissance und Religionskriege (Agrippa d’Aubigné, Théodore de Bèze, Jean Calvin, Marguerite de Navarre), aber auch die italienische Renaissance mit den Schwerpunkten Venedig und Ferrara (Matteo Bandello, Lodovico Dolce, Giovambattista Giraldi Cinzio), italienische Landeskunde und Literatur der Gegenwart sowie spanische Literatur und Fachdidaktik. Zu ihren Forschungsprojekten zählten die deutsch-belgischen Beziehungen in der Literatur, die kulturwissenschaftliche Länderkunde des aktuellen Italien, sowie eine Anthologie der piemontesischen Literatur.
Über ihre Lehrtätigkeit hinaus hat sich Anne Begenat-Neuschäfer auch durch zahlreiche fachwissenschaftliche Publikationen und Übersetzungen als Kennerin romanischer Literaturen profiliert.

## Werke
- De l’improvisation au rite. La ‘Comédie de notre temps’ au Théâtre du Soleil. Lang, Frankfurt am Main 2002
- „Ma vorrei sol dipingervi il mio core/E haver un stile che vi fosse grato“: Le commedie e le tragedie di Lodovico Dolce in lingua volgare. In: Quaderni del Centro Tedesco di Studi Veneziani – 56
- Lodovico Dolce als dramatischer Autor im Venedig des 16. Jahrhunderts. Klostermann, Frankfurt am Main 2004